# دیرک د ولف
دیرک د ولف (انگلیسی: Dirk De Wolf؛ زادهٔ ۱۶ ژانویهٔ ۱۹۶۱) دوچرخه‌سوار اهل بلژیک است.
وی در مسابقات کشوری و بین‌المللی در مجموع برندهٔ ۱ مدال نقره شده‌است.